# Rubina (Vorname)
Rubina ist ein weiblicher Vorname.

## Herkunft und Bedeutung
Der Name ist italienischen Ursprungs und abgeleitet vom italienischen rubino, was Rubin bedeutet; letztendlich vom lateinischen ruber für rot.
Englische Namensvarianten sind Ruby und Rubye.

## Bekannte Namensträgerinnen
- Rubina Kuraoka (* 1987), deutsche Synchronsprecherin
- Rubina Möhring (1950–2022), österreichische Publizistin